# Eurocephalus
Eurocephalus ist eine nur zwei Arten umfassende Gattung von Sperlingsvögeln. Beide Arten, der Rüppellwürger (E. ruppelli) und der Weißscheitelwürger (E. anguitimens), sind in Afrika südlich der Sahara beheimatet. Sie sind sehr nahe miteinander verwandt und bilden eine Superspezies. Ihre recht ausgedehnten Verbreitungsgebiete sind räumlich gut getrennt, sodass keine Hybridisierung vorkommt.
Weißscheitel- und Rüppellwürger ernähren sich von Insekten und anderen Arthropoden, nehmen gelegentlich aber auch Früchte zu sich. Sie leben in Paaren, vor allem aber in kleinen Familiengruppen. Beide Arten sind Standvögel, streifen jedoch außerhalb der Brutzeiten weiträumiger umher, vor allem in ausgedehnten Trockenzeiten, die auch größere Wanderbewegungen auslösen können.
Die Vögel dieser Gattung gehörten ursprünglich zu den Würgern (Laniidae), sie unterscheiden sich jedoch in einigen Merkmalen und Verhaltensweisen von anderen Vertretern dieser Familie und werden seit 2023 in eine eigene, monotypische Familie gestellt, die Eurocephalidae.
Die beiden Arten sind in ihrem Verbreitungsgebiet nicht selten. Quantitative und populationsdynamische Angaben fehlen, doch wird der Bestand zurzeit als Nicht gefährdet (LC = Least concern) eingeschätzt.
Insgesamt ist die Forschungslage zu Eurocephalus noch unzureichend; der Weißscheitelwürger ist etwas besser erfasst als sein nördlicher Verwandter.

## Merkmale

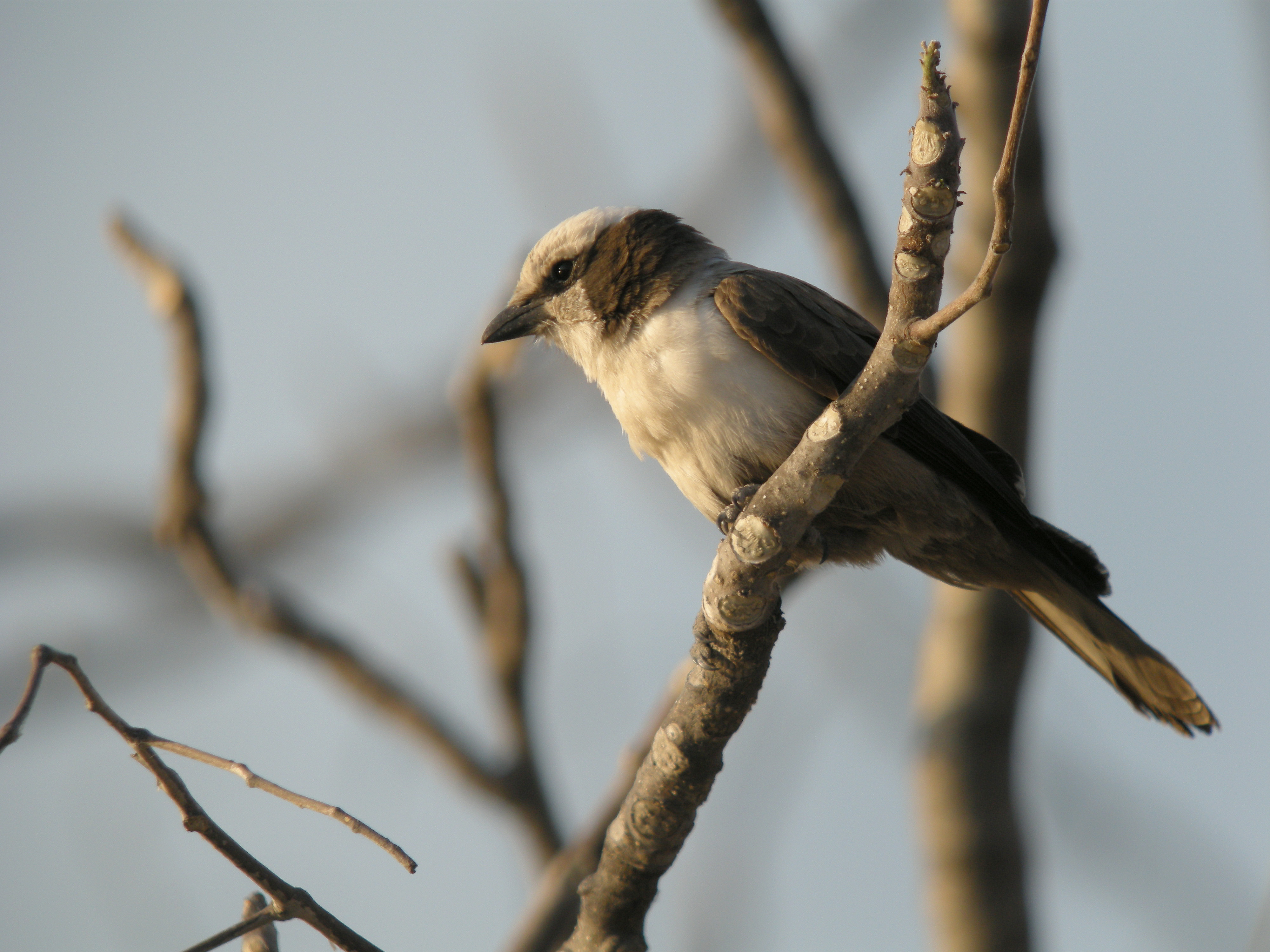
Weißscheitelwürger

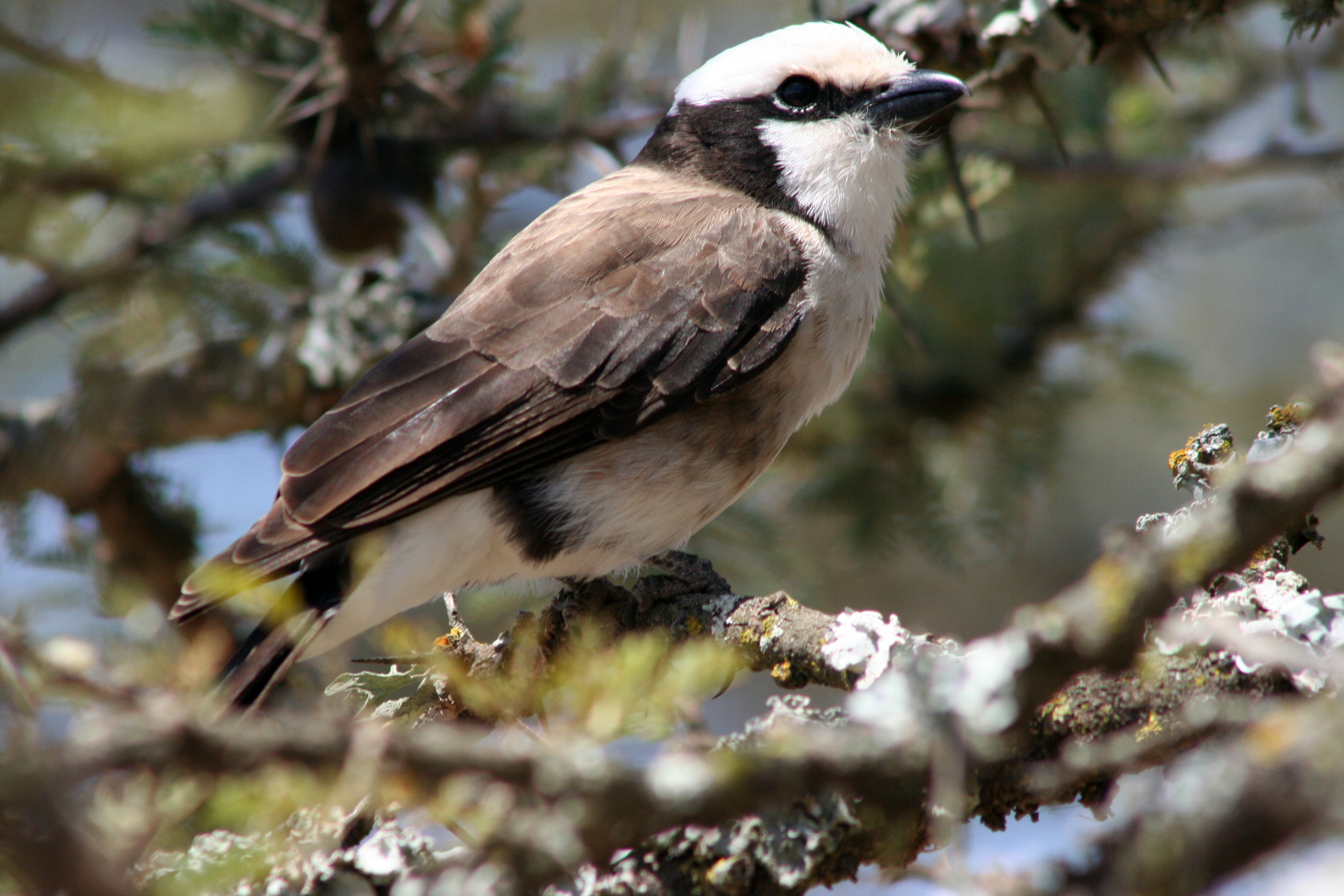
Rüppellwürger

Die beiden Vertreter von Eurocephalus sind mit einer Körperlänge von 19–24 Zentimeter eher große Würger; ihr Gewicht schwankt zwischen 40 und 80 Gramm. Bei vergleichbarer Größe sind sie damit durchschnittlich etwas leichter als die Singdrossel. Im Vergleich zu Lanius sind sie wesentlich kurzschwänziger und etwas kurzbeiniger. Der Weißscheitelwürger ist im Durchschnitt etwas größer und schwerer als sein nördlicher Verwandter. Sie sind die einzigen Würger mit gänzlich weißem Kopf. In ihren Verbreitungsgebieten sind sie weitgehend unverwechselbar, und, da ihre Vorkommen räumlich gut getrennt sind, auch untereinander feldornithologisch nicht zu verwechseln.
Beide Arten sind einander sehr ähnlich: Kopf, Nacken, Kehle, Brust und Bauch sind weiß, das übrige Gefieder ist düster braun. Flanken und unterer Bauchabschnitt sind hell bräunlich, oder graubräunlich. Das Bauchgefieder wird zum weißen Steiß meist durch eine dunkle, oft schwarze Federregion abgeschlossen. Schultern, Mantel und Rücken sind beim Weißscheitelwürger graubraun, beim Rüppellwürger nur geringfügig heller als die übrige Oberseite; der Bürzel ist bei Letzterem weiß, beim Weißscheitelwürger graubraun. Die Schwingen sind auf Ober- und Unterseite dunkelbraun bis schwärzlich, ebenso gefärbt sind die äußersten der Großen Armdecken. Die würgertypische schwarze Maske erstreckt sich vom Schnabelansatz bis zum Hals, wobei sie sich hinter den Augen über die Ohrdecken zum Hals hin stark verbreitert. Der mächtige Hakenschnabel adulter Vögel ist schwarz, die Beine sind dunkelgrau oder dunkelbraun, die Iris fast schwarz.  Die Geschlechter unterscheiden sich weder in Färbung und Größe noch im Gewicht.
Jungvögel mausern vor ihrer ersten Brut mit einem Jahr ins Erwachsenengefieder. Bis dahin unterscheiden sie sich von Adulten vor allem durch das gefleckte, dumpf-bräunliche Gefieder, die noch nicht voll entwickelte Gesichtsmaske und die insgesamt weniger ausgeprägten Weißanteile. Junge Rüppellwürger haben einen braunen Scheitel, bei jungen Weißscheitelwürgern ist er bereits weißlich. Adulte Vögel wechseln wie die meisten nichtziehenden Würger einmal im Jahr nach der Brut vollkommen ihr Federkleid.
Der Flug ist geradlinig, eher langsam, mit flachen, schnellen Flügelschlägen, unterbrochen von kurzen Gleitphasen, bei denen die gerundeten Flügel in leichter V-Stellung gehalten werden. Im Flug ist beim Rüppellwürger der weiße Bürzel auffällig.
Die Lautäußerungen sind vielfältig und in ihrer Komplexität noch nicht ausreichend erforscht. Auch sie differieren zwischen den beiden Arten wenig, beim Rüppellwürger werden die Elemente etwas rascher gereiht. Die Klangcharakteristik ist laut, rau, manchmal nasal. Unmelodische, meckernde, keuchende, quietschende und schrill kreischende Elemente herrschen vor. Daneben sind leisere plappernde und schwatzende Rufreihen zu hören. Meist rufen die Vertreter dieser Gattung im sozialen Verband, der Familiengruppe, oder duettieren mit dem Partner. Nach Panov unterscheiden sich die Lautäußerungen beider Arten wesentlich von denen der Würger aus der Gattung Lanius.

## Verbreitung und Lebensraum

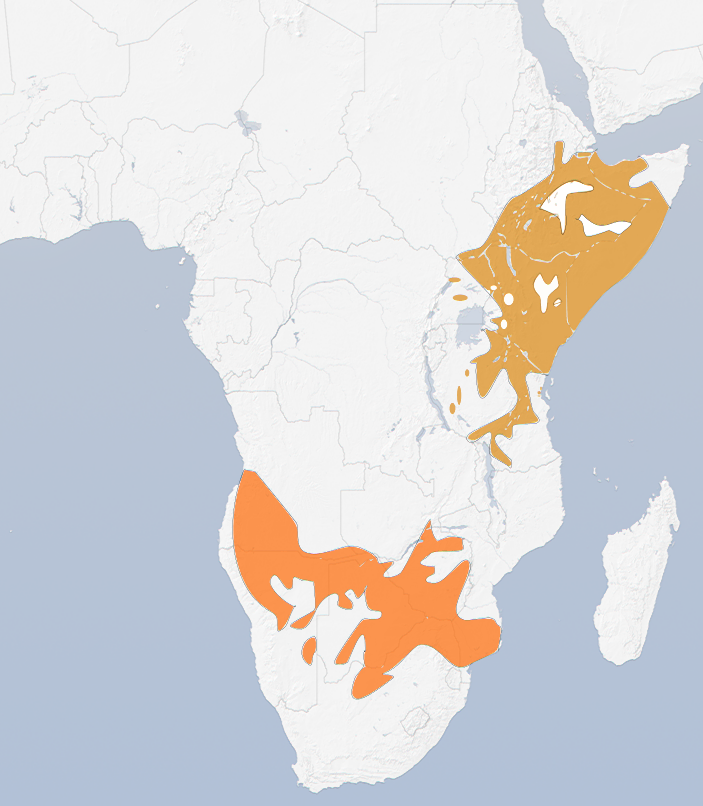
Verbreitung der Gattung Eurocephalus
Rüppellwürger
Weißscheitelwürger

Beide Arten von Eurocephalus sind in Afrika südlich der Sahara beheimatet. Die nördliche Art, der Rüppellwürger, bewohnt Gebiete vom südlichen Südsudan und nordöstlichen Äthiopien über Somalia, Kenia und Tansania südwärts bis zur Nordgrenze von Mosambik. Nach Westen hin ist das Verbreitungsgebiet inselartig aufgesplittert, erreicht die Ostküste des Viktoriasees sowie noch weiter westlich einige isolierte Verbreitungsgebiete in Uganda und Tansania. Nach Osten hin ist es vom Indischen Ozean begrenzt. Die räumlich davon völlig getrennten Lebensgebiete der südlichen Art erstrecken sich vom Atlantischen Ozean in Angola über Botswana und Simbabwe bis an die Küste des Indischen Ozeans im südlichen Mozambique. Die Südgrenzen liegen im zentralen Namibia sowie im nördlichen Südafrika, im Norden etwa am Mittellauf des Sambesis.
Bewohnt werden offenes, weitgehend trockenes Buschland, Akaziensteppen, Commiphora-Buschland, im Süden auch Baobabbestände und Waldsavannen vom Miombo-Typ. In wüstenartigen Regionen beschränken sich die Vorkommen auf bebuschte oder schütter baumbestandene Randbereiche temporärer Wasserläufe. Gelegentlich brüten diese Würger in Gärten und anderen vom Menschen gestalteten Lebensräumen. Vertikal erstreckt sich die Verbreitung vom Meeresspiegel bis in Höhen von 1400 Metern, in Kenia gelegentlich über 2200 Meter. In Südafrika bleibt das High veld unbesiedelt, während der Weißscheitelwürger im Low veld und Bushveld häufig vorkommt.

## Verhalten

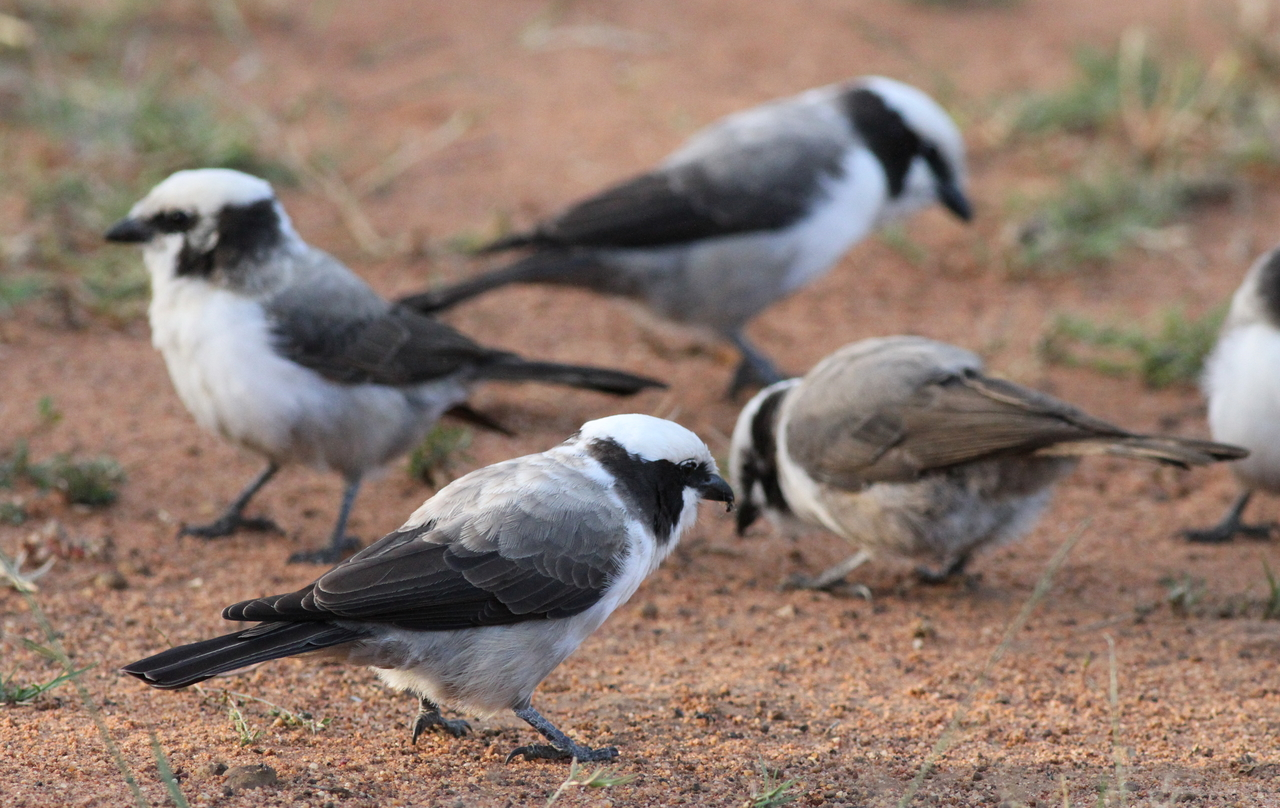
Weißscheitelwürger bei der Nahrungssuche

Beide Arten leben in Paaren, häufiger jedoch in Familiengruppen von bis zu 12 Individuen. Außerhalb der Brutzeiten können die Gruppen noch mehr Mitglieder aufweisen. Die Paare oder Gruppen beanspruchen ein Territorium, das vor allem durch Rufe abgegrenzt und verteidigt wird. Zur Territoriumsgröße liegt mit etwa 200 Hektar nur eine Angabe aus Südafrika vor.
Die Eurocephalus-Arten jagen wie die meisten Würger als Ansitzjäger und schlagen ihre Beute am Boden. Daneben kommen Flugjagden und Beutefang zu Fuß vor. Bisweilen wurde das Ablesen von Parasiten von Huftieren festgestellt.  Auch das Absuchen von Stämmen und Ästen gehört zum Beutesuchschema von Eurocephalus, gelegentlich hängen diese Vögel kopfüber an dünnen Zweigen um Blattunterseiten inspizieren zu können, ein Verhalten, das bei Würgern der Gattung Lanius bisher nicht beobachtet wurde. Beutetiere sind vor allem große Insekten wie Grillen, Käfer, Schmetterlinge und Heuschrecken, aber auch andere Arthropoden, darunter zum Teil von anderen Vögeln verschmähte Hundert- und Tausendfüßer werden gefressen. Saisonal nehmen beide Arten Früchte zu sich.
Die Brutzeiten variieren stark, sie scheinen in einem gewissen Zusammenhang mit dem Auftreten von Regenfällen zu stehen. Während der Rüppellwürger offenbar regelmäßig zumindest zweimal im Jahr brütet, sind vom Weißscheitelwürger keine Mehrfachbruten bekannt. Bruthilfe ist in der Gattung Eurocephalus verbreitet, und, wie übergroße Gelege nahelegen, dürfte intraspezifischer Brutparasitismus nicht selten vorkommen. Ähnlich wie bei anderen Vogelarten, die Bruthilfe praktizieren, brütet bei in Gruppen lebenden Weißscheitelwürgern nur ein monogames Paar, während die anderen Gruppenmitglieder assistieren. Daneben kommen jedoch auch Paare ohne Bruthelfer vor.
Im Gegensatz zu den eher schlampig gebauten Nestern der meisten anderen Würger ist das Nest der Eurocephalus-Arten ein sorgfältig und fein gebauter kleiner Napf aus Gräsern und Halmen, der innen mit Tierhaaren gepolstert und außen mit Spinnweben ummantelt wird, sodass er ein silbriges Aussehen erhält und nur schwer zu entdecken ist. Es liegt meist sehr hoch in einer Astgabelung. Ein Normalgelege umfasst 3–4 Eier, wenn zwei (oder mehr?) Weibchen in ein Nest legen, kann die Gelegegröße 7–10 Eier umfassen. Die Brutdauer beträgt beim Weißscheitelwürger 18–20 Tage, vom Rüppellwürger ist sie unbekannt. Wie sich die Familiensysteme etablieren, ist nicht bekannt, die Jungen scheinen jedoch nach dem Flüggewerden einige Monate im Familienverband zu verbleiben.

## Systematik
Eurocephalus wurde 1836 anhand eines in Südafrika gesammelten Exemplars von Andrew Smith als E. anguitimens erstbeschrieben. Das Gattungsepitheton bezieht sich auf den relativ großen Kopf dieser Art. (griech. ευρύς = breit, κεφαλή = Kopf) Die Erstbeschreibung der Schwesterart erfolgte 1853 durch Charles Lucien Jules Laurent Bonaparte.
Vor allem aufgrund anatomischer Übereinstimmungen und Gemeinsamkeiten im Verhalten wurden die beiden Eurocephalus-Arten den Brillenwürgern zugerechnet, die je nach wissenschaftlicher Ansicht als eigene Familie Prionopidae verstanden wurden, oder als Prionopinae eine Unterfamilie der Laniidae bildeten. Die Gemeinsamkeiten zwischen Eurocephalus und den Brillenwürgern bestehen im Verhalten (Nestbau, Bruthilfe, Familiengruppen), in ihren Lautäußerungen, sowie in anatomischen Details (Hornschuppen auch auf den Seiten der Beine, ähnliche Beinmuskulatur). In den 2000er Jahren veröffentlichte verhaltensbiologische- und anatomische Studien wiesen jedoch auf eine nähere Verwandtschaft von Eurocephalus mit der Familie der Würger (Laniidae) hin, die schließlich durch molekulargenetische Befunde bestätigt wurde. Dennoch stand auch weiterhin die Stellung von Eurocephalus als vierte Gattung neben Lanius, Corvinella und Urolestes innerhalb der Familie Laniidae zur Diskussion. Panov sieht vor allem im Verhalten und in den Lautäußerungen so große Gemeinsamkeiten mit den Brillenwürgern, dass er eine neuerliche Revision der taxonomischen Zuordnung befürwortet. Harris vermutete, dass es sich bei Eurocephalus um eine Gattung sehr ursprünglicher Würger handelt, die auf einen direkten krähenähnlichen Vorfahren zurückgeht. Einer 2019 veröffentlichten Studie zufolge ist die Gattung Eurocephalus nicht näher mit den übrigen Würgergattungen verwandt. 2023 wurde dies in einer weiteren Studie bestätigt und die Gattung wurde in eine neu eingeführte Familie gestellt, die Eurocephalidae. Die Eurocephalidae sind die Schwestergruppe der Rabenvögel (Corvidae).
Die Gattung Eurocephalus besteht aus zwei wenig differenzierten Arten, dem Rüppellwürger (E. ruppelli) und dem Weißstirnwürger (E. anguitimens). Während der Rüppellwürger als monotypisch gilt, werden vom Weißstirnwürger zwei Unterarten anerkannt.
- Eurocephalus ruppelli Bonaparte, 1853 
- Eurocephalus anguitimens Smith, 1836 

- Eurocephalus a. anguitimens Smith, 1836 : Südwest- und Südangola, Nord- und Nordostnamibia ostwärts bis Botswana, äußerstes Südsambia sowie die Limpopoprovinz der Republik Südafrika.
- Eurocephalus a. niveus Clancey, 1965 : Südostsimbabwe und angrenzendes Südwestmosambik, südwärts bis in die östlichen Abschnitte der Limpopoprovinz und Nordeswatini. Die Unterschiede zwischen den beiden Unterarten sind gering. E. a. niveus ist auf der Oberseite heller als E. a. anguitimens.

## Bestand und Bedrohung
Quantitative Bestandsuntersuchungen sowie Studien zur Bestandsentwicklung sind nicht vorhanden; ebenso fehlen konkrete Bedrohungsursachen. Beide Arten gelten zumindest lokal als häufig. Aufgrund dieser Tatsachen und der relativ großen, von menschlichen Eingriffen noch weitgehend unbeeinflussten Verbreitungsgebiete wird der Bestand von Eurocephalus als ungefährdet angesehen.